# Артефакт извън мястото
Артефакт извън мястото (на англ. out-of-place artifact) е артефакт от исторически, археологически или палеонтологичен интерес, намерен в необичаен контекст, който предизвиква (или може да изглежда или да се предполага, че предизвиква) конвенционалната историческа хронология чрез присъствието си в този контекст. Такива артефакти може да изглеждат твърде напреднали за технологията, за която се знае, че е съществувала по това време, или може да предполагат човешко присъствие във време, преди да се знае, че хората са съществували. Други примери могат да предполагат контакт между различни култури, който е трудно да се обясни с конвенционалното историческо разбиране.
Терминът се използва в периферните науки като криптозоологията, както и от привърженици на теории за древни астронавти, млади креационисти на Земята и паранормални ентусиасти. Той може да опише голямо разнообразие от обекти, от аномалии, изучавани от масовата наука до псевдоархеология на обекти, за които е доказано, че са измама или имат светски обяснения.
- Фрагмент от механизма на Антикитера – механичен компютър от 2 век пр.н.е.
- Рисунка на трите части на Багдадската батерия
- Железният стълб на Делхи
- Eltanin Antenna
- Вавилонокия (артефакт от Вавилон оприличен на Нокия)